# Peter Trabner

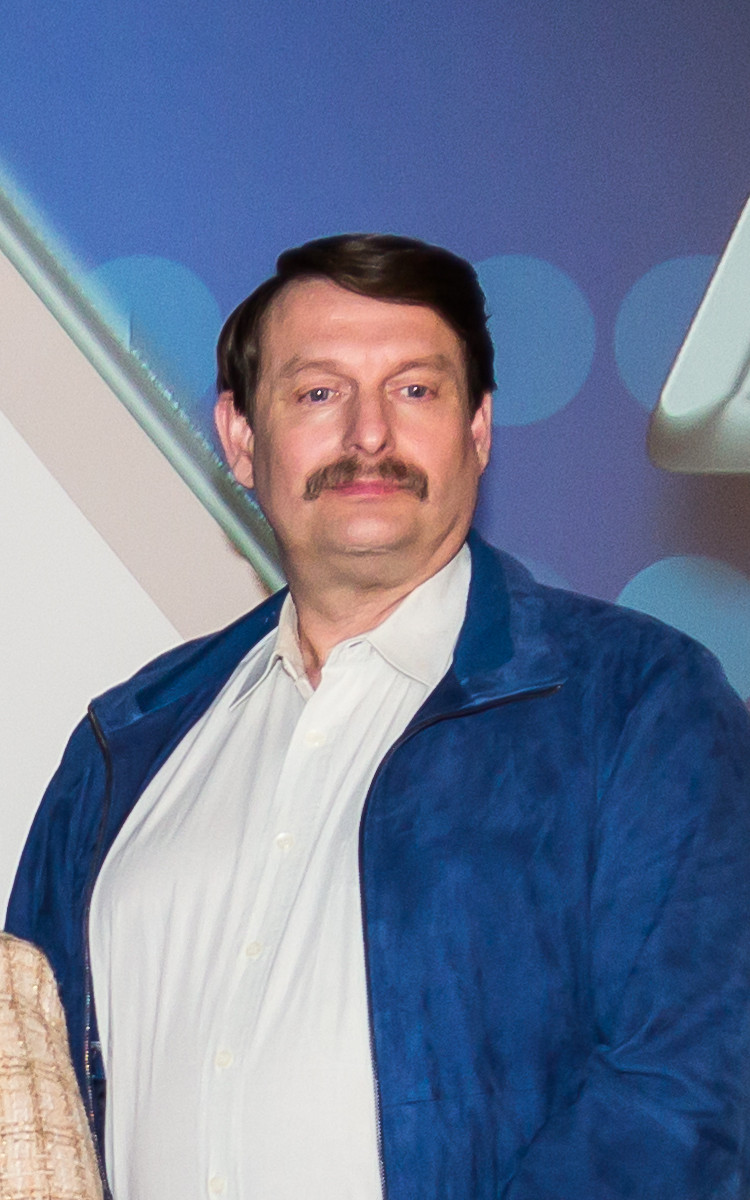
Peter Trabner 2016

Peter Trabner (* 1969 in Bückeburg, Niedersachsen) ist ein deutscher Schauspieler, Theatermacher und Performancekünstler.

## Leben
Peter Trabner absolvierte Mitte der 1980er Jahre eine Ausbildung als Mechaniker. Danach besuchte er von 1994 bis 1997 die Schule für Clownerie Kube in Berlin. Seit 1992 ist er als Schauspieler im Theaterbereich, als Clown, Pantomime und Performancekünstler tätig. Er entwickelte 1998 die Figur des Polizisten Herr Richtig, mit der er improvisierend im öffentlichen Raum performativ interveniert. Seit 2010 spielt Trabner auch in Spielfilmen, und zwar vorrangig in Spielfilmen des Genres Mumblecore, so in Papa Gold (2010) von Tom Lass, Dicke Mädchen (2013) von Axel Ranisch oder Silvi von Nico Sommer. Daher wird er verschiedentlich als „das Gesicht des German Mumblecore“ bezeichnet.
Peter Trabner ist Trainer für freie Improvisation in den Bereichen Theater und Film.
Peter Trabner wohnt seit 1992 in Berlin. Er ist verheiratet und hat zwei Töchter.

## Filmografie (Auswahl)

### Kino
- 2011: Papa Gold – Regie: Tom Lass
- 2012: Kohlhaas oder die Verhältnismäßigkeit der Mittel – Regie: Aron Lehmann
- 2013: Dicke Mädchen (auch Drehbuch) – Regie: Axel Ranisch
- 2013: Silvi – Regie: Nico Sommer
- 2014: Liebe mich! – Regie: Philipp Eichholtz
- 2013: Reuber – Regie: Axel Ranisch
- 2014: Familienfieber –  Regie: Nico Sommer
- 2015: Alki Alki –  Regie: Axel Ranisch
- 2015: Heil –  Regie: Dietrich Brüggemann
- 2016: Katharina Luther – Regie: Julia von Heinz
- 2016: Familie Lotzmann auf den Barrikaden – Regie: Axel Ranisch
- 2017: Lucky Loser – Ein Sommer in der Bredouille
- 2018: Ballon
- 2018: Der Junge mit dem Teddy (Kurzfilm)
- 2021: Requiem für einen Freund
- 2021: Mission Ulja Funk
- 2023: Der Pfau
- 2024: Wir für immer

### Fernsehen
- 2011: Tatort: Zwischen den Ohren – Regie: Franziska Meletzky
- 2011: Stromberg (Fernsehserie, Folge Die Konferenz) – Regie: Arne Feldhusen
- 2011: Verbrechen nach Ferdinand von Schirach (Fernsehserie, Folge Der Igel) – Regie: Jobst Oetzmann
- 2011: Heiter bis tödlich: Alles Klara (Fernsehserie, Folge Mordwaffe Trabi) – Regie: Andi Niessner
- 2012: Kreutzer kommt … ins Krankenhaus – Regie: Richard Huber
- 2013–2016, 2023: SOKO Leipzig (Fernsehserie, verschiedene Rollen, 4 Folgen)
- 2013: Heiter bis tödlich: Zwischen den Zeilen (Fernsehserie, verschiedene Rollen, 2 Folgen)
- 2015: Tatort: Hydra – Regie: Nicole Weegmann
- 2015: Rentnercops (Fernsehserie, 8 Folgen)
- 2014: Die Pfefferkörner (Fernsehserie, Folge Geködert) – Regie: Andrea Katzenberger
- 2014: Danni Lowinski (Fernsehserie, 2 Folgen)
- 2015: Nachtschicht – Wir sind alle keine Engel – Regie: Lars Becker
- 2015: Der Staatsanwalt (Fernsehserie, Folge Erben und Sterben) – Regie: Jakob Schäuffelen
- 2015: Die Spezialisten – Im Namen der Opfer (Fernsehserie, Folge Totenkopf) – Regie: Samira Radsi
- 2016: Zielfahnder – Flucht in die Karpaten – Regie: Dominik Graf
- 2016, 2022: SOKO Köln (Fernsehserie, Folgen Chancenlos, Auszeit) – Regie: Florian Schott
- 2016–2019: Tatort → siehe Tatort (Dresden) (Fernsehreihe)
  - 2016: Tatort: Auf einen Schlag – Regie: Richard Huber
  - 2016: Tatort: Der König der Gosse – Regie: Dror Zahavi
  - 2017: Tatort: Level X
  - 2017: Tatort: Auge um Auge
  - 2018: Tatort: Déjà-vu
  - 2018: Tatort: Wer jetzt allein ist
  - 2019: Tatort: Das Nest
  - 2019: Tatort: Nemesis
- 2016: Siebenstein (Fernsehserie, Folge Der hüpfende Herbert) – Regie: Wolf-Armin Lange
- 2016: Heldt (Fernsehserie, Folge Kunstfreunde) – Regie: Hartwig van der Neut
- 2017: Das Institut – Oase des Scheiterns (Fernsehserie, Folge Fußball ist unser Leben) – Regie: Lutz Heineking junior
- 2017: Schnitzel geht immer
- 2017–2019: Lammerts Leichen (Kurzfilmserie)
- 2018: Tatort: Waldlust
- 2018: 4 Blocks (Fernsehserie)
- 2018: Polizeiruf 110: Für Janina
- 2018: Echte Bauern singen besser
- 2019: Hubert ohne Staller (Fernsehserie, Folge Die letzte Wurscht)
- 2019: Notruf Hafenkante (Fernsehserie, Folge Ich heiße Maja)
- 2019: Tatort: Der gute Weg
- 2019: Tatort: Falscher Hase
- 2020: Das Institut – Oase des Scheiterns (Fernsehserie, Folge Ritt der Walküre)
- 2020: Die Drei von der Müllabfuhr – Kassensturz
- 2020: Polizeiruf 110: Der Tag wird kommen
- 2021: Der Staatsanwalt – Tödliches Erbe (Fernsehserie, Folge 16x05)
- 2021: Klara Sonntag – Kleine Fische, große Fische
- 2021: Marie Brand und der Tote im Trikot
- 2021: Die Füchsin: Treibjagd
- 2022: Unterm Apfelbaum – Einsturzgefährdet
- 2022: Unterm Apfelbaum – Panta Rhei – Alles im Fluss
- 2023: SOKO Stuttgart (Fernsehserie, Folge Festgefahren)
- 2024: Morden im Norden (Fernsehserie, Folge Keiner von uns)
- 2024: Mord mit Aussicht (Fernsehserie, Folge Minigolf Mafia)
- 2024: WaPo Bodensee (Fernsehserie, Folge Zwei Leben)

## Theater (Auswahl)
- 2007: Vom süßen Jenseits, Regie: Lukas Matthaei, am HAU 3
- 2008: Das billigste Gastspiel aller Zeiten, Regie: Peter Trabner, am Pathos Transport Theater, München
- 2008: Trailerpark Peter Trabner and friends
- 2008: Wasserschloss
- 2009: Perfekt. Gewesen. Regie: Martin Clausen, am HAU 3, Berlin
- 2009: Woran ich merke was für ein Viech ich bin II, Regie: Martin Clausen, am Theater Sophiensæle, Berlin
- 2010–2013: Bettina bummelt, Choreografie: Martin Clausen und Peter Trabner, am Jungen Staatstheater Berlin/Theater an der Parkaue
- 2010: Schnittstelle Figaro, Künstlerische Leitung: Max Schuhmacher, Staatsoper im Schillertheater Berlin
- 2010: Kommunalka, Künstlerische Leitung: Ralf Grunwald, am Ballhaus Ost, Berlin
- 2013: Das Deutsche wäre eine Makrele, Regie: Fatma Jan Bodts-Zechlkamp, am Maxim-Gorki-Theater Berlin
- seit 2013: Der Tod des Empedokles interpretiert von Peter Trabner[4]
- 2014: The Bear / La Voix Humaine (Opernabend), Regie: Axel Ranisch, an der Bayerischen Staatsoper
- 2015: Gespräch haben / Ohne Worte, Regie: Martin Clausen und Kollegen[5]

## Performance
- seit 1998: Herr Richtig[6]
- 2003: Frau Malchert se déchaine (Endlich wieder am Markt), mit Two Fish[6]
- 2004: Irre, mit Two Fish[6]
- 2005: Kann man können wollen, mit Two Fish[6]
- 2007: Das ist das und das ist das (ruhig!), mit Two Fish[6]

## Auszeichnungen (Auswahl)
- 2011: New Berlin Film Award. Kategorie Bester Spielfilm mit Papa Gold
- 2011: Preis des Verbands der deutschen Filmkritik (VdFK) – Achtung Berlin 2011 mit Papa Gold
- 2012: Kinofest Lünen, Preis für das beste Drehbuch und Preis für den besten Filmtitel mit Dicke Mädchen[7]
- 2012: Slamdance Film Festival, „Spirit of Slamdance Sparky Award“ und „Special Jury Award for Bold Originality“ für Dicke Mädchen[8][9]
- 2012: 6. Festival Mauvais Genre in Tours, mit Dicke Mädchen[10]
- 2012: New Berlin Film Award, Bester Spielfilm für Dicke Mädchen
- 2012: Chicago Underground Film Festival 2012, mit Dicke Mädchen[11]
- 2012: Lesbisch Schwule Filmtage Hamburg, Jurypreis mit Dicke Mädchen[12]
- 2012: Deutscher Kurzfilmpreis, mit Dicke Mädchen Sonderpreis für Filme mit einer Laufzeit von mehr als 30 bis 78 Minuten[13]
- 2013: Preis des Verbandes der deutschen Filmkritik, Achtung Berlin 2013, für Silvi[14]
- 2013: Gewinner Publikumspreis beim Max Ophüls Festival, mit Kohlhaas oder die Verhältnismäßigkeit der Mittel
- 2013: Gewinner Preis der DEFA-Stiftung, Filmkunstfest Mecklenburg-Vorpommern, mit Kohlhaas oder die Verhältnismäßigkeit der Mittel
- 2015: Nominierung – Preis des Verbands der deutschen Filmkritik – Bester männlicher Darsteller – Kinojahrgang 2015 für Familienfieber & Alki Alki